# Jantje van Sluis

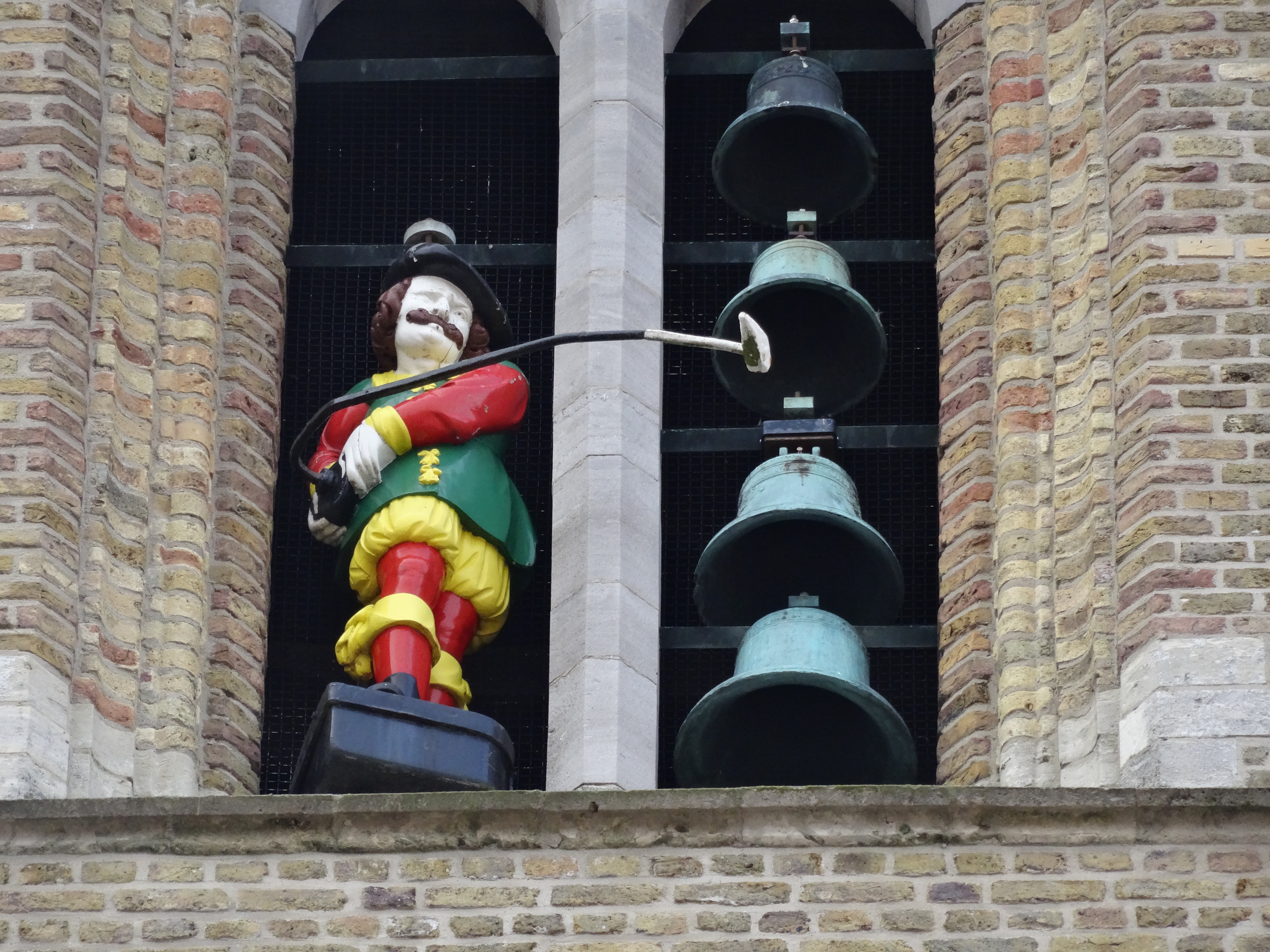
Jantje van Sluis

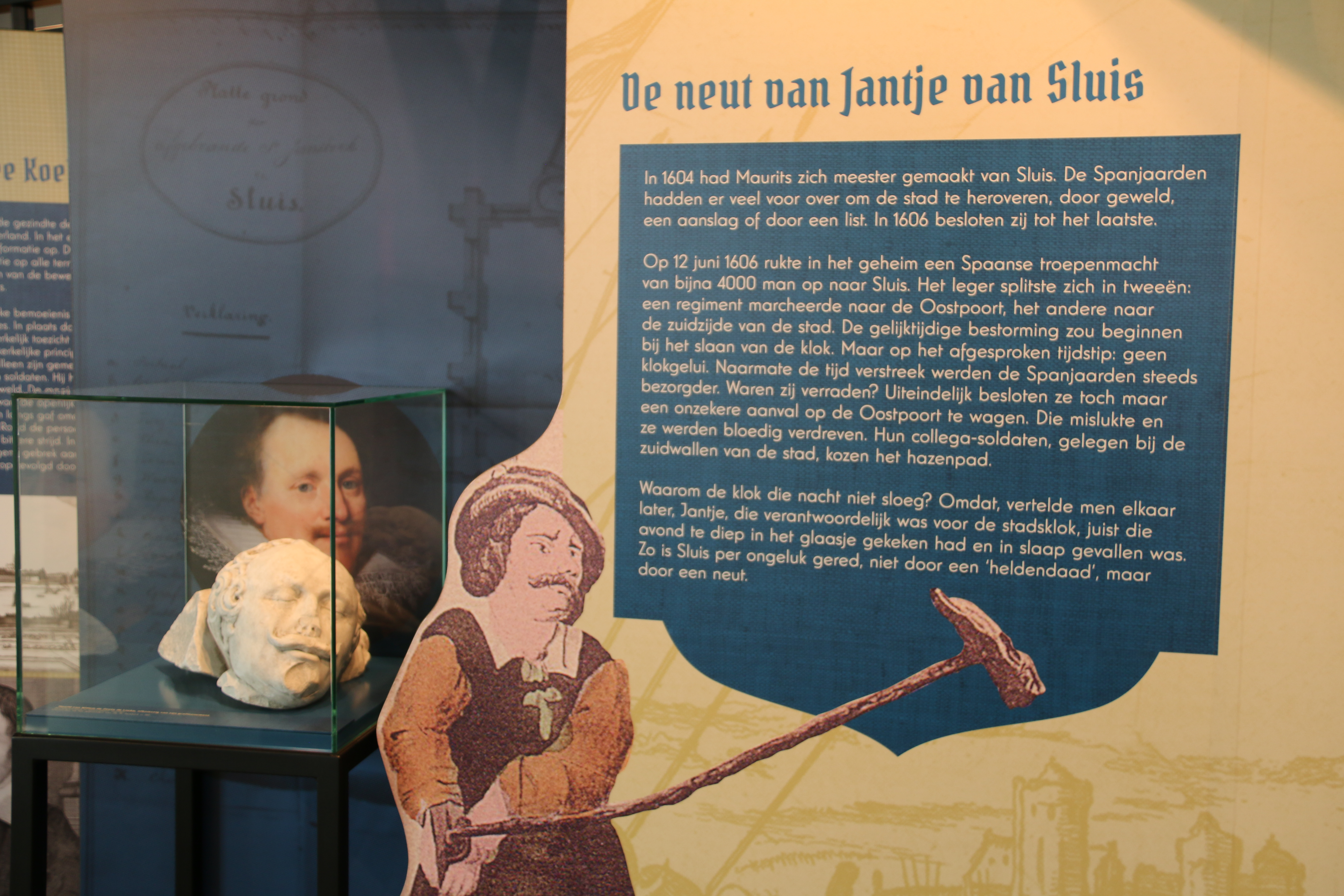

Jantje van Sluis is de bijnaam van een gekleurd houten beeldje uit 1424, dat is gemaakt door Jacob van Huse en dat in Sluis in het Belfort van Sluis staat en op gezette tijden de klok slaat.
Over de oorsprong van dit beeldje doen diverse volksverhalen de ronde. Een centraal verhaalelement is dat Sluis in 1604 door Prins Maurits werd veroverd en dat de Spanjaarden de stad weer in handen wilden krijgen. In 1606 was het zover tijdens de Aanval op Sluis (1606). De Spanjaarden verzonnen een list, waarbij ze een leger opstelden bij de Oostpoort, terwijl aan de zuidzijde een schijnmanoeuvre moest plaatsvinden om de aandacht af te leiden. Op het afgesproken tijdstip, als de klok zou slaan, diende de aanval te worden ingezet.
De klok sloeg echter niet, want de klokkensteller, bijgenaamd Jantje van Sluis, was die dag juist naar de kermis geweest en had daar een biertje te veel gedronken. Hij liet zijn zoon en zijn neef de klok opwinden. Zij deden het te stevig, waardoor het klokmechanisme dienst weigerde. Hierdoor sloeg de klok niet. De Spanjaarden dachten aan verraad en durfden de stad niet in te nemen. Toch werden er nog enkele pogingen ondernomen om de stad in te nemen. Hierbij kwam een aantal wachten van de Oostpoort om het leven, omdat juist bij hun aankomst de springladingen ontploften die de valbruggen moesten ontgrendelen.
Jantje van Sluis is sindsdien de held van Sluis.
Het belfort werd tijdens de Tweede Wereldoorlog in 1944 verwoest, maar het beeldje bleef ongedeerd. Het is later in het gerestaureerde belfort teruggeplaatst en geeft sindsdien weer de tijd aan door elk kwartier  op de klok te slaan.

## Het verhaal volgens Caroline Popp
Caroline Clémence Boussart, echtgenote van de Brugse uitgever-cartograaf Philippe Chrétien Popp, nam haar versie van het verhaal op in de bundel Récits et Légendes des Flandres (p. 237 e.v.) Marcel Van de Velde publiceerde er in 1963 een Nederlandse vertaling van bij In den Brugschen Eenhoorn. 